# Фёдоровка (Собинский район)
Фёдоровка — деревня в Собинском районе Владимирской области России, входит в состав Куриловского сельского поселения.

## География
Деревня расположена в 6 км на юг от центра поселения деревни Курилово и в 9 км на север от райцентра города Собинка.

## История
В конце XIX — начале XX века деревня входила в состав Кочуковской волости Владимирского уезда, с 1924 года — в составе Собинской волости. В 1859 году в деревне числилось 12 дворов, в 1905 году — 23 дворов, в 1926 году — 19 хозяйств.
С 1929 года деревня являлась центром Федоровского сельсовета Собинского района, с 1940 года — в составе Юровского сельсовета, с 1945 года — в составе Ставровского района, с 1965 года — в составе Собинского района, с 1976 года деревня входила в состав Куриловского сельсовета, с 2005 года — в составе Куриловского сельского поселения.

## Население
| 1859 | 1905 | 1926 |
| ---- | ---- | ---- |
| 150  | 105  | 78   |

| 1859 | 1905 | 1926 | 2002 | 2010 | 2021 |
| ---- | ---- | ---- | ---- | ---- | ---- |
| 150  | ↘105 | ↘78  | ↘5   | ↗13  | ↘8   |